# Varkey Vithayathil
Varkey Vithayathil, né le 29 mai 1927 à Parur (Inde) et décédé le 1er avril 2011 à Ernakulam, est prêtre rédemptoriste de rite syro-malabar, archevêque majeur de rite syro-malabar d'Ernakulam-Angamaly. Il fut créé cardinal en 2001.

## Biographie

### Formation
Varkey Vithayathil est titulaire d'un doctorat en droit canon obtenu à l'Université pontificale Saint-Thomas-d'Aquin (l'Angelicum) à Rome. Il est ordonné prêtre le 12 juin 1954 dans la congrégation des rédemptoristes.

### Prêtre
Comme prêtre rédemptoriste il consacre les 25 premières années de son ministère à l'enseignement du droit canon au séminaire des rédemptoristes à Bangalore (Inde). Vithayathil est ensuite supérieur provincial des rédemptoristes pour l'Inde et le Sri Lanka de 1978 à 1984, puis président de la Conférence indienne des religieux de 1984 à 1985.

### Évêque
Nommé administrateur apostolique de rite syro-malabar d'Ernakulam (Inde) le 11 novembre 1996, il est consacré évêque le 6 janvier 1997. Le 19 avril 1997, il est nommé archevêque d'Antinoë et devient archevêque majeur de rite syro-malabar d'Ernakulam-Angamaly le 18 décembre 1999.
Le 19 février 2008, il est élu président de la Conférence des évêques catholiques d'Inde [CBCI].

### Cardinal
Il est créé cardinal par Jean-Paul II lors du consistoire du 21 février 2001 avec le titre de cardinal-prêtre de San Bernardo alle Terme.